# Deutschlandpakt
El Deutschlandpakt (Pacto de Alemania) fue una coalición electoral alemana conformada por el Partido Nacionaldemócrata de Alemania (NPD) y la Deutsche Volksunion (DVU). La coalición fue establecida en 2005 y desapareció en 2009.

## Antecedentes y formación
En las elecciones estatales de  2004, la DVU ganó en Bradenburgo el 6,1% de los votos y obtuvo seis escaños en el Landtag de Brandeburgo. El NPD obtuvo en Sajonia el 9,2% y entró con doce escaños en el Landtag de Sajonia. Esto representó para el NPD un éxito importante ya que fue la primera vez desde 1968 que obtenía representación en un parlamento estatal. El triunfo de estos partidos fue en gran medida posible porque no compitieron entre sí en las elecciones. Mientras que el NPD no había participado en Brandeburgo, la DVU no lo había hecho en Sajonia. Este fue el primer paso para la formación de la coalición.
El 15 de enero de 2005, los presidentes de los partidos, Gerhard Frey (DVU) y Udo Voigt (NPD) anunciaron oficialmente la creación del Deutschlandpakt, estableciendo un pacto de no agresión con el fin de no competir en las elecciones. Esto quería decir que si en una elección se presentaba el NPD, la DVU no lo haría, y viceversa.
En 2009 la existencia de la coalición llegó a su fin debido a la competencia de ambos partidos en las elecciones estatales de Brandeburgo de 2009, cosa que violó el principal objetivo del pacto.
El pacto también quiso integrar a otros partidos de derecha. Entre estos partidos estaban el Partido Alemán (DP), la Unión Social Alemana (DSU) y Die Republikaner (REP). Estos partidos, sin embargo, se negaron a integrarse.

## Resultados electorales
Después de la proclamación del Deutschlandpakt, los dos partidos fueron capaces de mejorar sus resultados electorales en la mayoría de los casos, aunque casi siempre sin obtener representación parlamentaria. Sólo en Mecklemburgo-Pomerania Occidental el NPD fue capaz de obtener representación con el 7.3% en 2006, y también pudo seguir manteniendo su representación en Sajonia. Especialmente en elecciones locales se obtuvieron escaños adicionales.